# Shione Nakayama
Pas d'image ? Cliquez ici

b Matchs officiels uniquement.
Shione Nakayama (中山 潮音, Nakayama Shione) est une joueuse internationale de rugby à XV japonaise née le 18 janvier 1999, évoluant au poste de centre.

## Biographie
Shione Nakayama naît le 18 janvier 1999. En 2022 elle joue pour le club des Yokogawa Musashino Atlastars (en) de Tokyo. Elle a 8 sélections en équipe nationale quand elle est retenue en septembre 2022 pour disputer sous les couleurs de son pays la Coupe du monde de rugby à XV en Nouvelle-Zélande.